# Juan de Sámano

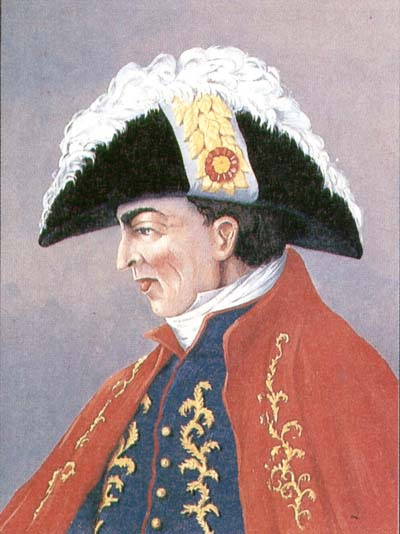
Juan José Samano

Juan de Sámano (* 1753 oder 1754 in Santander, Spanien; † Juli 1821 in Portobelo, heute Panama) war ein spanischer Offizier und Kolonialverwalter, der als Vizekönig von Neugranada amtierte.

## Leben

### Herkunft und Militärkarriere
Sámano entstammte einer hochgestellten Familie seiner Heimatstadt Santander. 1771 trat er als Kadett in den Dienst der königlich spanischen Armee, bereits 1779 war er bis zum Leutnant aufgestiegen. Er unterrichtete Mathematik an der Militärakademie von Barcelona.
1780 wurde er nach Amerika versetzt. Dort diente er in Puerto Rico, Kuba und Cartagena. 1785 kehrte er nach Spanien zurück. 1789 erreichte er den Rang eines Hauptmanns; im Ersten Koalitionskrieg befehligte er eine Einheit im Kampf gegen das revolutionäre Frankreich. In einem der Kämpfe wurde er an beiden Beinen verletzt.

### Einsatz als Offizier in Neugranada
1794 wurde er auf eigenes Verlangen wieder nach Neugranada versetzt. In Riohacha amtierte er als Gouverneur und verteidigte die Stadt 1806 gegen die Briten. 1809 bot er sich dem Vizekönig Antonio Amar y Borbón als Freiwilliger zum Kampf gegen die Aufständischen der Unabhängigkeitsbewegung an.

### Unabhängigkeitskrieg
1810 befehligte er im Range eines Obersten ein Infanterieregiment in Bogotá. Er war für seine Härte und Grausamkeit im Kampf gegen die Aufständischen berüchtigt. Als am 20. Juli 1810 eine Junta in Bogotá Vizekönig Amar absetzte, wurde auch Sámano seines Befehls enthoben und mit einem Passierschein nach Spanien zurückgeschickt.
Dort erhielt er den Befehl, für das Mutterland die Aufständischen in Quito und Guayaquil zurückzudrängen. Über Panama reiste er wieder nach Südamerika.  Von Quito aus dirigierte er seine Truppen Richtung Norden.
1813 ernannte ihn der Gouverneur Toribio Montes zum Oberbefehlshaber des spanischen Expeditionsheeres im Kampf gegen die Separatisten. Er entriss im Juli 1813 den Republikanern die Stadt Popayán und rief dort die Verfassung von Cádiz aus, die 1812 in Spanien erlassen worden war. Ende 1813 bei Alto Palacé und Anfang 1814 bei Calibío musste Sámano sich den Amerikanern unter Antonio Nariño geschlagen geben. Mit einer kleinen Gruppe royalistischer Soldaten zog er sich nach Pasto zurück. Toribio ersetzte ihn als Befehlshaber durch Feldmarschall Melchor Aymerich.
Er kehrte wieder kurzzeitig nach Europa zurück und übernahm im Zuge der spanischen Wiedereroberung 1816 erneut ein Kommando in Neugranada. Im Juni 1816 schlug er die Aufständischen unter Liborio Mejía bei El Tambo (Cauca) vernichtend. Im Juli 1816 nahmen die Spanier unter Sámano erneut Popayán ein; unter den jungen Soldaten der Unabhängigkeitsarmee, die Sámano zum Tode verurteilte, befand sich auch José Hilario López, der unverhofft der Exekution entkommen konnte. Später (1849–1853) sollte er Präsident von Neugranada werden.
Er wurde zum Marschall befördert und General Pablo Morillo betraute ihn mit der Verteidigung von Bogotá gegen die Aufständischen. Sámano errichtete in der Hauptstadt eine Schreckensherrschaft, von der Vizekönig Francisco Montalvo y Ambulodi nichts wusste. Er ließ drei Tribunale einrichten: Den „dauernden Kriegsrat“ (spanisch: Consejo Permanente de Guerra), der Todesurteile gegen die Republikaner aussprach, den „Reinigungsrat“ (spanisch: Consejo de Purificación), der diejenigen Aufständischen aburteilte, die die Todesstrafe nicht verdient hatten und das „Beschlagnahmungskabinett“ (spanisch: Junta de Secuestros), dessen Aufgabe darin bestand, das Eigentum der Verurteilten zu erhalten.
Zahlreiche Aufständische fielen dem Terror zum Opfer, darunter Antonio Baraya, Francisco José de Caldas, Joaquín Camacho, Frutos Joaquín Gutiérrez, Liborio Mejía, Policarpa Salavarriet, María Antonia Santos Plata, Jorge Tadeo Lozano, Camilo Torres und Antonio Villavicencio. Die brutale Vorgehensweise widersprach dem politischen Ansinnen der Regierung in Madrid, die Kolonien unter der wiedergewonnenen Souveränität unter König Ferdinand VII. wieder fest und treu an das Mutterland zu binden.

### Amtszeit als Vizekönig
Dennoch wurde Sámano im Februar 1818 als Vizekönig von Neugranada zum Nachfolger von Francisco Montalvo erhoben. Mit der Ernennung erfolgte auch die Aufnahme in den Orden des heiligen Hermenegild. Am 9. August 1819 erfuhr er von der verheerenden Niederlage der Royalisten-Armee in der Schlacht von Boyacá. Sámano musste fürchten, dass nun auch Bogotá in die Hände der Aufständischen fallen würde und er für seine brutale Politik gegenüber den Separatisten zur Verantwortung gezogen würde. Er machte sich daher umgehend über Honda (Kolumbien) auf den Weg Richtung Cartagena.

### Letzte Jahre in Panama
In Cartagena fand er keine Unterstützung. Seine Autorität wurde ihm persönlich und der spanischen Kolonialherrschaft generell abgesprochen. Er fuhr zunächst nach Jamaika, erreichte dann Portobelo, wo er zwar die Anerkennung durch den örtlichen cabildo (Ratsversammlung) erhielt, aber faktisch ohne Macht- und Regierungsmittel blieb. Am 21. Januar 1821 beendete er formell seine Regentschaft über das Vizekönigreich, ohne dass dies weiterreichende Beachtung gefunden hätte. Er wartete auf die Zustimmung der spanischen Regierung zur Rückkehr nach Europa und starb im Juli 1821 in Panama.  